# 仙女座OP
仙女座OP，又名BD+47 460，HD 9746、SAO 37351、HR 454，是仙女座的一颗恒星，视星等为5.92，位于銀經130.54，銀緯-13.48，其B1900.0坐标为赤經1h 30m 20.2s，赤緯+48° -13.48′ 43″。